# Mormoops
Mormoops (Leach, 1821) è un genere di pipistrelli della famiglia dei Mormoopidi.

## Etimologia
L'epiteto generico deriva dalla combinazione delle due parole greche Μορμώ-, italianizzata in Mormò, una divinità mostruosa dell'antica Grecia e -ὄψις, aspetto, con chiara allusione all'apparenza inquietante del muso.

## Descrizione

### Dimensioni
Al genere Mormoops appartengono pipistrelli di piccole e medie dimensioni, con la lunghezza della testa e del corpo tra 50 e 73 mm, la lunghezza dell'avambraccio tra 45 e 61 mm, la lunghezza della coda tra 18 e 31 mm e un peso fino a 18 g.

### Caratteristiche craniche e dentarie
Il cranio è corto, con il rostro corto, largo, rivolto all'insù e la scatola cranica notevolmente elevata e profonda. Gli incisivi superiori sono di dimensioni diverse, con quelli interni circa il doppio di quelli esterni. Gli incisivi inferiori sono piccoli e disposti lungo una fila continua tra i canini. La bolla timpanica è piccola.
Sono caratterizzati dalla seguente formula dentaria:

### Aspetto
Le parti superiori variano dal marrone chiaro al bruno-rossastro, mentre le parti ventrali sono generalmente più chiare. La testa è grande e rotonda, gli occhi sono molto piccoli. Il muso è corto, ricoperto di pieghe, creste e fossette, il naso è corto e rivolto all'insù. Sui lati del muso sono presenti delle lunghe setole, il labbro inferiore e il mento sono provvisti di evidenti formazioni carnose, che donano all'intera faccia un aspetto ad imbuto. Le orecchie sono unite da una membrana cutanea. Le ali sono attaccate lungo i fianchi. La coda è lunga con la punta che fuoriesce dalla superficie dorsale dell'uropatagio.

## Distribuzione
Il genere è diffuso in America centrale, meridionale e nei Caraibi.

## Tassonomia
Il genere comprende 3 specie.
- Mormoops blainvillei
- Mormoops magna †
- Mormoops megalophylla